# الغزو التركي للعراق 2008
الغزو التركي للعراق 2008 هو سلسلة من العمليات العسكرية التركية في إقليم كردستان العراق. الاسم الرمزي للعملية هو "عملية الشمس"" (بالتركية: Güneş Harekatı).

## الخلفية
في أكتوبر 2007، شن مقاتلو حزب العمال الكردستاني هجمات على الجيش التركي في تركيا من المناطق الحدودية العراقية. في إحدى الحالات، تعرضت وحدة تركية لكمين تسبب في مقتل 13 شخصًا. وردًا على ذلك، سحبت تركيا نحو 50 إلى 60 ألف جندي إلى الحدود. شن سلاح الجو التركي عدة ضربات جوية على قواعد حزب العمال الكردستاني قرب الحدود مع العراق،[مبهم] وعبرت القوات الخاصة التركية الحدود العراقية عدة مرات للقيام بعمليات، لكن السلطات التركية لم تقم بغزو واسع النطاق للأراضي العراقية.
بدأ القصف المنتظم لكردستان العراق بعد موافقة البرلمان التركي في 17 سبتمبر على مشروع قانون يسمح باستخدام جيش البلاد في عمليات خارج الجمهورية لمدة عام.

## العمليات التمهيدية
في 16 ديسمبر قصفت الطائرات التركية مواقع حزب العمال الكردستاني بطائرات إف-16. تم تنفيذ العملية الجوية لمدة ثلاث ساعات، من الساعة 01:00 بالتوقيت التركي (بالتوقيت العالمي المنسق +02:00) إلى 04:15 في مناطق زاب، وAyasin، وHakurk. وبحسب الجانب العراقي، قُتلت امرأة خلال هذه المداهمة. لم ترد أنباء عن خسائر مقاتلي حزب العمال الكردستاني. وبجانب استخدام الطيران، فقد تم استخدام المدفعية الثقيلة للقوات البرية في العمليات في المنطقة المجاورة، والتي نفذت ضربات مكثفة ضد أهداف تم تحديدها مسبقًا. وبحسب الجيش التركي، فإن عدد مقاتلي حزب العمال الكردستاني في شمال العراق يبلغ حوالي 3500. يبلغ عدد الجيوش التركية الموحدة المرتبطة بالحدود التركية العراقية حوالي 100 ألف جندي وضابط.
وبحسب معطيات رسمية، شنت القوات التركية في 18 ديسمبر 2007 غزوًا لشمال العراق بذريعة القيام بعملية لمكافحة الإرهاب ضد عناصر حزب العمال الكردستاني. عَبَرت القوات المسلحة التركية التي يبلغ تعدادها أكثر من 300 شخص، الحدود مع العراق في جبال جاليراش وتقدمت لمسافة 2 إلى 3 كيلومترات في الداخل دون مواجهة مقاومة. استمرت العملية قرابة 15 ساعة.
في 4 يناير، قصف سلاح الجو التركي 70 هدفًا كرديًا في شمال العراق. وبحسب الجيش التركي، لم يصب أي من المدنيين في القصف. شاركت 5 طائرات في الغارة الجوية. لقد قصف الطيران التركي عدة ملاجئ في منطقة أفازين باسيان وخاكوركا.

## الغزو
شن الجيش التركي مساء 21 فبراير عملية عسكرية برية ضد قواعد المسلحين الأكراد في شمال العراق. سبق غزو القوات البرية للأراضي العراقية قصف مدفعي وجوي. ولمدة ثماني ساعات هاجمت المدفعية وسلاح الجو التركي قواعد حزب العمال الكردستاني. وبعد ساعة من اكتمال القصف المدفعي دخل العراق 10 آلاف جندي تركي. وخلال اليومين الأولين من القتال، تمكن الجيش التركي من تدمير عشرات المسلحين الأكراد. دعا أحد قادة الجناح المسلح لحزب العمال الكردستاني، بخوز أردال، الأكراد المقيمين في تركيا إلى انتفاضة مسلحة ضد السلطات التركية من أجل وقف اجتياح شمال العراق:

« إذا كانوا يريدون تدميرنا، فيجب على شبابنا أن يجعلوا الحياة في المدن التركية لا تطاق. »

بعد يومين من بدء العملية البرية التركية، انسحبت أول وحدة عسكرية تركية من شمال العراق. لقد سافرت قافلة من قرابة 100 شاحنة من العراق إلى منطقة شكورجة بمحافظة هكاري في حوالي الساعة 19:30 بالتوقيت المحلي. وفي غضون ذلك، تمكن الجيش التركي، خلال العملية البرية، بحلول 25 فبراير من التقدم لمسافة 25 كيلومترًا داخل شمال العراق، حيث توجد معاقل حزب العمال الكردستاني. وفي الأيام الثلاثة الأولى من القتال منذ بدء العملية، قُتل 153 عضوًا مسلحًا من حزب العمال الكردستاني و17 جنديًا تركيًا.
في 24 فبراير، أثناء القتال، أسقط مسلحون أكراد طائرة هليكوبتر عسكرية تركية. أكدت أنقرة أن المروحية تحطمت في منطقة القتال، قائلة إن الحادث وقع «لأسباب مجهولة».

## التأثيرات
أعلنت تركيا قي 29 فبراير انتهاء العملية البرية على أراضي العراق، وجاء في بيان صحفي صادر عن هيئة الأركان التركية: «تقرر أن أهداف العملية قد تحققت، وفي صباح يوم 29 فبراير، عادت قواتنا إلى قواعدها». وفقًا للبيانات الأولية، قُتل 27 جنديًا وميليشيا تركية في القتال بحلول 28 فبراير. وبحسب الجيش التركي، فقد قُتل حوالي 240 مسلح كردي (باستثناء نتائج القصف الجوي)، وبحسب الولايات المتحدة فقد قُتل 724. حذرت القيادة العسكرية من إمكانية إعادة الجيش التركي إلى شمال العراق إذا لزم الأمر.

## وصلات خارجية
- تركيا تقصف أكراد العراق
- حرب تركيا الغريبة
- «كانت الولايات المتحدة سعيدة لرؤية هذا الصراع الداخلي، ولكن فقط في البداية».
- خبير أمريكي: التدخل التركي في العراق سيؤدي إلى فوضى في المنطقة
- التوغل التركي في شمال العراق: فشل عسكري، كارثة سياسية
- رئيس الوزراء الكردي: تركيا تستهدف أكراد العراق وليس المتمردين فقط.
- باورز، تشارلز التركية عبر الحدود في شمال العراق: القانون الدولي وتحليل استخدام القوة